# Маршалл, Гордон (футболист)
Го́рдон Ма́ршалл (англ. Gordon Marshall; 2 июля 1939 — 6 февраля 2025) — английский и шотландский футболист, играл на позиции вратаря.

## Биография

### Игровая карьера
В возрасте 17 лет Маршалл дебютировал в профессиональном футболе за «Харт оф Мидлотиан» 19 сентября 1956 года в товарищеском матче против английского «Ньюкасла» (2:1). Дебютировал в Первом дивизионе 17 ноября 1956 года в матче с Килмарноком — «Хартс» одержал победу со счётом 3:2. В течение семи сезонов Маршалл играл за «Хартс», с которым выиграл два чемпионских титула в 1958 и 1960 годах и три Кубка шотландской лиги. Всего за «Хартс» сыграл во всех турнирах 267 матчей.
В 1963 году Маршалл перешёл в английский «Ньюкасл», игравший в то время во Втором дивизионе. Сумма трансфера составила 18 000 фунтов стерлингов. В составе «сорок» он отыграл пять сезонов, добившись также выхода в Первый дивизион. Всего во всех турнирах сыграл за «сорок» 187 матчей.
В 1968 году перешёл в «Ноттингем Форест», за который отыграл 7 матчей и вернулся в Шотландию. В 1969 году перешёл в «Хиберниан», за который играл в течение двух сезонов Маршалл. В 1971 году перешёл в «Селтик», за который не сыграл ни одного матча в Первом дивизионе. Маршалл проиграл конкуренцию двум вратарям Денису Коннагану и Эвану Уильмсу. За «кельтов» он сыграл лишь один матч в  Кубке европейских чемпионов против датского «Б-1903» в Копенгагене (1:2). 
В 1972 году перешёл в «Абердин», за который сыграл только 7 матчей. Затем он перешёл в «Арброт», в котором отыграл шесть следующих сезонов и в 1978 году завершил карьеру.

### Личная жизнь
Маршалл родился в Суррее, но имел шотландские корни.
Его двое сыновей стали профессиональными футболистами. Старший сын Гордон (род. 1964), как и его отец был вратарём и играл за клубы Англии и Шотландии. Младший сын Скотт (род. 1973) играл на позиции защитника. Его дочь Лесли играла в баскетбол.

### Смерть
Скончался 6 февраля 2025 года в возрасте 85 лет.

## Достижения
«Харт оф Мидлотиан»
- Чемпион Шотландии (2) : 1957/1958, 1959/1960
- Обладатель Кубка шотландской лиги (3) : 1958/59, 1959/60, 1962/63